# Wanda Vázquez
Wanda Vázquez Garced (San Juan, 9 de julio de 1960) es una abogada puertorriqueña quien fue la 13.ª gobernadora de Puerto Rico, desde 2019 hasta el 2021, siendo la segunda mujer en ocupar la gobernación de Puerto Rico.
Vázquez Garced fue nombrada Secretaria de Justicia de Puerto Rico en 2017 por el gobernador Ricardo Rosselló. Luego de que este dimitiera a su cargo tras protestas masivas en 2019, Vázquez Garced fue juramentada gobernadora de Puerto Rico, tras la inconstitucional juramentación de Pedro Pierluisi. Vázquez perdió ante Pierluisi las primarias del Partido Nuevo Progresista de 2020, por lo que no pudo correr en las elecciones generales de 2020.
Actualmente se encuentra en espera de juicio en un caso de corrupción mediante sobornos tras su arresto por el FBI el 4 de agosto de 2022.

## Biografía
Vázquez Garced, Actual acusada federal por cargos de corrupción, nació en San Juan, Puerto Rico. Comenzó sus estudios primarios en las escuelas Ramón Marín y Margarita Janer en Guaynabo, Puerto Rico. Vázquez se interesó por la ley a temprana edad. Ella dijo en una entrevista que solía ver programas de televisión como Hawaii Five-O con su padre, lo que la llevó a darse cuenta de que quería seguir una carrera en ese sentido. Vázquez Garced estudió en la Universidad de Puerto Rico, donde completó su bachillerato. Después de eso, completó un Juris Doctor en la Facultad de Derecho de la Universidad Interamericana de Puerto Rico.
Durante la década de 1980, Vázquez trabajó para el Departamento de Vivienda de Puerto Rico. Luego trabajó como fiscal de distrito para el Departamento de Justicia de Puerto Rico durante 20 años. Vázquez es especializada en casos de abuso doméstico y sexual. También trabajó en la División de lo Penal de la Fiscalía de Bayamón. En 2010, Vázquez fue designada para reemplazar a Ivonne Feliciano como jefa de la Oficina de Derechos de las Mujeres de la isla “Procuradora de la mujer” bajo la administración del entonces gobernador de Puerto Rico Luis G. Fortuño Burset. El 30 de noviembre de 2016, el gobernador electo Ricardo Rosselló la nominó para el cargo de Secretario de Justicia de Puerto Rico. Fue confirmada y jurada el 18 de enero de 2017.

## Carrera política

### Procuradora de la mujer
En 2010, el gobernador Luis Fortuño la nómina para ocupar el cargo de Procuradora de la mujer, cargo que ocupó hasta 2016. Desempeñando este cargo, en 2013 recomendó que las mujeres utilizaran armas de fuego para protegerse de la violencia de género.

### Secretaria de Justicia
El 30 de noviembre de 2016, el gobernador electo Ricardo Rosselló anunció la designación de Wanda Vázquez Garced como Secretaria de Justicia dentro de su gabinete. Previo a esta designación, Vázquez había servido como Procuradora de la mujer y fiscal por más de 23 años. Durante su mandato como Secretaria de Justicia formó parte de la Asociación de Secretarios de Justicia Demócratas (inglés: Democratic Attorneys General Association).
A finales de 2018, pidió al gobernador ser relevada temporeramente de su cargo tras una investigación que la acusaba de intervenir ilegalmente en un caso sobre un robo en la vivienda de su hija.

### Crisis en Puerto Rico de 2019
Tras la renuncia del gobernador Ricardo Rosselló el 2 de agosto de 2019, se esperaba que Vázquez Garced se convirtiese en Gobernadora de Puerto Rico. Protestas contra su sucesión como gobernadora ya habían tenido lugar, la más notable de ellas fue la marcha de Somos Más, un título que alude a un canto popular durante las protestas que piden la renuncia de Rosselló, poco después de la renuncia de Rosselló en la noche del 24 de julio. Sin embargo el 28 de julio confirmó que no tenía interés en juramentarse como gobernadora. No obstante, tras la crisis generada al no haberse confirmado a Pedro Pierluisi como Secretario de Estado por parte de la Asamblea Legislativa, Vázquez asumió como gobernadora aceptando la sucesión «con renuencia», afirmando que no quería el cargo.

## Gobernadora de Puerto Rico

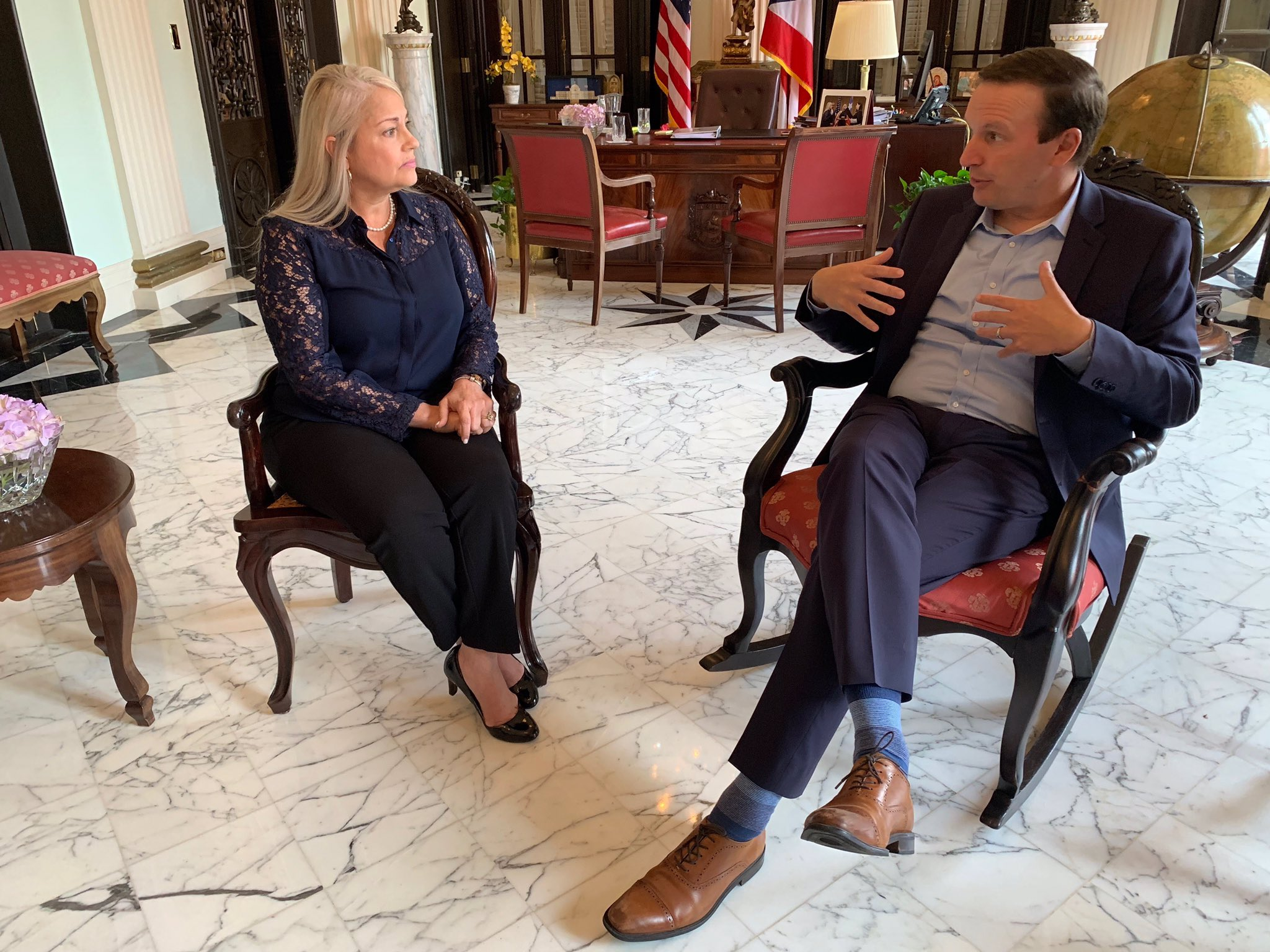
La gobernadora Vázquez con el senador de los Estados Unidos por Connecticut Chris Murphy en La Fortaleza.

El 2 de agosto de 2019, Pedro Pierluisi juramentó como gobernador. No obstante, el Tribunal Supremo de Puerto Rico declaró inconstitucional dicha acción, por lo que, legalmente, Wanda Vázquez tuvo que asumir como gobernadora de Puerto Rico el 7 de agosto, cargo en el que deberá mantenerse hasta el 2 de enero de 2021. Vázquez se convierte en la segunda mujer en ocupar la gobernación y la primera Gobernadora Constitucional en asumir a la gobernación sin haber sido electa desde que se aprobó la Constitución del Estado Libre Asociado de Puerto Rico.
A pesar de previamente estar afiliada a instituciones ligadas al Partido Demócrata durante su tiempo como Secretaria de Justicia, en agosto de 2019 afirmó que se "inclina hacia la filosofía republicana".
Vázquez dijo que quiere recuperar los fondos de ayuda del huracán María y revisar todos los contratos gubernamentales que se están administrando correctamente y libres de corrupción. Afirmó querer trabajar con el presidente Donald Trump para ayudar a la isla de Puerto Rico y sus 3.2 millones de ciudadanos. Una gran crisis con el cual tuvo que manejar fue los sismos que azotaron a la isla a principios del año 2020. Confirmó que todos los contratos firmados por Ricardo Rosselló serían revisados. Al mismo tiempo, HUD (Vivienda y Desarrollo Urbano) declaró que los fondos para recuperación por los huracanes se otorgarán paulatinamente, el HUD federal aprobó 20 mil millones de dólares en fondos de reconstrucción.
Luego del terremoto de Guayanilla de 2020 residentes de la isla descubrieron un almacén de suministros abandonados y como resultado, Vázquez despidió el director de manejo de emergencias de la isla. El 21 de julio de 2020 la oficina del Fiscal Especial Independiente abrió una investigación contra Vázquez por violar la ley de ética y regulaciones federales relacionadas con la distribución de suministros para los damnificados de los terremotos. Vázquez acusó al juez del caso de tener motivos políticos y alegó tener imágenes de su oponente en las primarias, Pedro Pierluisi con el juez. El panel del FEI ordenó que esta presentara las imágenes pero ella nunca presentó la evidencia.
El 12 de marzo de 2020, declaró estado de emergencia en Puerto Rico y activó a la Guardia Nacional como resultado de la pandemia de enfermedad por coronavirus en Puerto Rico.
A pesar de reiterar varias veces que no buscaría la reelección, Vázquez anunció su candidatura para la gobernación en las Elecciones generales de Puerto Rico de 2020 el 16 de diciembre de 2019. Vázquez se enfrentó al Excomisionado residente Pedro Pierluisi  en la primaria para la nominación a la candidatura a la gobernación por el PNP. A pesar de liderar en varias encuestas, el 16 de agosto de 2020 fue derrotada por Pierluisi.
El 6 de octubre de 2020 endosó a Donald Trump para la reelección en las Elecciones presidenciales de Estados Unidos de 2020.

## Arresto
El 4 de agosto de 2022, Vázquez Garced fue arrestada en su residencia por el FBI. Vázquez es acusada de aceptar una donación a su campaña de parte del banquero  italiano-venezolano Julio M. Herrera Velutini, dueño del banco Bancredito International Bank, a cambio de reemplazar al Comisionado de la Agencia reguladora de instituciones financieras, quien auditaba al banco  por irregularidades en sus cuentas, por un exconsultor de Bancredito International Bank afín a los intereses de Herrera. Vázquez quedó en libertad tras pagar una fianza de 50,000 dólares. Su juicio se llevara a cabo el 21 de enero de 2025, después de las elecciones generales del 2024 que se llevaran a cabo en noviembre del 2024.

## Vida personal
Vázquez está casada con Jorge Díaz Reverón, con quien comparte dos hijas: Beatriz y Stephanie. 

Desde diciembre de 2009, Díaz Reverón sirve en la judicatura de Puerto Rico. Para el 2019 desempeñaba funciones en el Tribunal de Primera Instancia de Caguas. Luego de varios intentos de llegar al Tribunal de Apelaciones de Puerto Rico, en junio de 2022 el nombramiento de Díaz Reverón para dicho tribunal fue retirado por tercera vez del Senado de Puerto Rico.
Vázquez afirma ser católica y devota de la Virgen María.

## Historial electoral
| Año  | Cargo       | Tipo      | Partido | Partido | Votos   | %     | Posición | Resultado |
| ---- | ----------- | --------- | ------- | ------- | ------- | ----- | -------- | --------- |
| 2020 | Gobernadora | Primarias |         | PNP     | 123,392 | 42.31 | 2.ª      | Derrotada |